# Скотт Пілігрим проти світу
Скотт Пілігрим проти світу (англ. Scott Pilgrim vs. the World; інший варіант перекладу назви — Скотт Пілігрим проти всіх) — романтична комедія з елементами екшну, зрежисована та спродюсована британським режисером Едгаром Райтом, знята за мотивами однойменної серії коміксів Браяна Лі О'Меллі. 
Майкл Сера в ролі Скотта Пілігріма, нероби, який разом зі своїм музичним гуртом намагається виграти конкурс, а також бореться з сімома злими колишніми своєї нової дівчини Рамони Флауерс, яку грає Мері Елізабет Вінстед. Фільм демонструє багато відомих місць у Торонто, а також вдало поєднує стилі та візуальні деталі з коміксів та відеоігор.
В Україні стрічка мала вийти 19 серпня 2010 року від прокатника B&H, але український прокат через невідомі причини скасували.

## Сюжет
Скотт Пілігрім, 22-річний бас-гітарист гаражного інді-гурту «Sex Bob-Omb» з Торонто, зустрічається з Найвз Чау, 17-річною ученицею середньої школи, що не схвалюють його друзі по гурту, його сусід по кімнаті Воллес ВеллЗ та його молодша сестра Стейсі Пілігрім.
На вечірці Скотт зустрічає Рамону Флауерс, американку, яка працює кур’єркою Amazon, після того, як вперше побачив її уві сні. Скотт Пілігрим швидко втрачає інтерес до Найвз, але не розлучається з нею. Коли «Sex Bob-Omb» беруть участь у битві гуртів, спонсорованих керівником звукозапису Гідеоном Грейвсом, на Скотта нападає колишній хлопець Рамони Меттью Патель. Скотт перемагає його і дізнається, що він повинен перемогти решту її злих колишніх, щоб продовжити зустрічатися з Рамоною.
Скотт нарешті розлучається з Найвз, яка звинувачує Рамону у всьому та сподівається повернути хлопця, ставши більш схожою на Рамону. Пілігрим перемагає наступних трьох колишніх Рамони: голлівудського актора та скейтбордиста Лукаса Лі, надпотужного вегана Тодда Інгрема та лесбійку-ніндзя Роксі Ріхтер, а також протистоїть власній колишній, поп-зірці Енві Адамс. Проте в процесі цих бійок Скотт розчаровується щодо Рамони і вона розлучається з ним.
«Sex Bob-Omb» знову беруть участь у Битві гуртів, де Скотт Пілігрим перемагає п'ятого і шостого злих колишніх Рамони — близнюків Кайла і Кена Катаянагі, заробляючи собі додаткове життя. Незважаючи на це, Рамона, здається, повертається до свого сьомого й останнього злого колишнього, Гідеона. Усі учасники «Sex Bob-Omb», за винятком Скотта, погоджуються на музичний контракт з Гідеоном. Скотт на знак протесту покидає гурт, але Гідеон Грейвз запрошує його до себе в Театр Хаосу. Вирішивши повернути Рамону, Скотт кидає виклик Гідеону.
Найвз перериває битву, атакуючи Рамону, і Скотт змушений зізнатися, що він зраджував їм обом з ними ж. Гідеон вбиває Скотта, але він використовує своє додаткове життя, щоб повернутися та знову входить до Театру Хаосу. Він укладає мир зі своїми друзями, знову кидає виклик Гідеону, цього разу для себе, а не заради Рамони. Вибачившись перед Рамоною та Найвз за те, що їх зрадив, і визнавши власні провини, Скотт об’єднує зусилля з Найвз, щоб перемогти Гідеона. Звільнившись від контролю Гідеона, Рамона готується піти. Найвз Чау визнає, що її стосунки зі Скоттом закінчені, і, за її підбадьоренням, він йде з Рамоною, щоб «спробувати ще раз».

## Нагороди
| Нагороди                  | Нагороди         | Нагороди                                                     | Нагороди                         | Нагороди    |
| Церемонія                 | Нагорода         | Категорія                                                    | Ім'я                             | Результат   |
| ------------------------- | ---------------- | ------------------------------------------------------------ | -------------------------------- | ----------- |
| Міжнародна академія преси | Satellite Awards | Найкращий фільм — мюзикл або комедія                         |                                  | Отримав     |
| Міжнародна академія преси | Satellite Awards | Найкращий актор — мюзикл або комедія                         | Майкл Сера                       | Отримав     |
| Міжнародна академія преси | Satellite Awards | Satellite Award for Best Art Direction and Production Design | Найджел Ґодріч та Маркус Роуленд | Номінований |
| Міжнародна академія преси | Satellite Awards | Найкращий сценарій                                           | Майкл Бакалл та Едгар Райт       | Номінований |

## Цікаві деталі
Четверо членів гурту «Sex Bob-Omb» провели кілька тижнів, навчаючись грати разом як гурт. Марку Вебберу, Елісон Пілл і Джонні Сіммонсу довелося вивчати свої інструменти з нуля, тоді як Майкл Сера навпаки повинен був «спростити» свою гру на басі, щоб не затьмарити своїх товаришів по групі.
Едгар Райт отримав дозвіл на використання відомої музичної теми з гри «The Legend of Zelda», написавши листа Nintendo, у якому він назвав цю тему «ритмом дитинства цього покоління». Кілька звукових ефектів з гри також можна почути протягом сцен у кімнаті для репетицій групи Скотта. Райту також дозволили використовувати музичну тему серіалу «Сайнфелд» (1989-1998) для стилізації сцени під ситком.
Під час першої Битви гуртів і під час бою з першим злим колишнім Скотт був у футболці з написом «Plumtree». Plumtree — жіночий інді-рок-гурт, який випустив пісню «Scott Pilgrim» у своєму альбомі «Predicts the Future» у 1998 році. Ця пісня й надихнула Брайана Лі О'Меллі на створення головного героя серії коміксів.
Оскільки це був перший північноамериканський фільм Едгара Райта, він сказав своєму кастинг-директору не наймати англійських акторів. Сатья Бхабха, який зіграв Метью Пателя, успішно пройшов прослуховування з неанглійським акцентом. Але пізніше Бхабха розповів, що він насправді з Лондона.
Мері Елізабет Вінстед насправді запам'ятала всі сорти чаю для сцени, які були вдома у її героїні. Члени знімальної групи постійно пропонували акторці просто прочитати це для сцени, але вона сама наполягла на тому, щоб вивчити все.
Композитор фільму Найджел Ґодріч відомий своєю плідною співпрацею з британським гуртом Radiohead, тож в сценах у музичному магазині декілька разів фігурують деталі, пов'язані з цим гуртом: постер альбому In Rainbows на стіні, секція «Sadcore» налічує диски з альбомами OK Computer, The Bends та декількома іншими синглами групи. Також у сцені, де Найвз зізнається Скотту в коханні, позаду неї можна побачити обкладинку першого сольного альбому соліста Radiohead — Тома Йорка.

## В ролях
- Майкл Сера — Скотт Пілігрим
- Мері Елізабет Вінстед — Рамона Флауерс
- Кіран Калкін — Воллес Веллс, сусід Скотта
- Анна Кендрік — Стейсі Пілігрим, молодша сестра Скотта
- Еллен Вонг — Найвз Чау, школярка, дівчина Скотта
- Брі Ларсон — Енві / Наталі Адамс, колишня Скотта
- Елісон Пілл — Кім Пайн, ударниця, колишня Скотта
- Джейсон Шварцман — Джі-мен / G-Man Гідеон Грейвз
- Джонні Сіммонс — Молодий / Ніл Нордеграф
- Марк Веббер — Стівен Стіллз, гітарист
- Обрі Плаза — Джулі Пауерс

- Сатья Бхабха — Меттью Патель
- Кріс Еванс — Лукас Лі
- Брендон Раут — Тодl Інгрем
- Мей Вітман — Роксі / Роксана Ріхтер
- Сьота Сайто — Кайл Катаянагі
- Кеіта Сайто — Кен Катаянагі
- Нельсон Франклін — Майкл Комо
- Білл Гейдер — Голос
- Ерік Кнудсен — Краш / Лукас Вілсон